# شهرستان جارقایین
شهرستان جارقایین (به قزاقی: Жарқайың ауданы، جارقايىڭ اۋدانى) یک شهرستان  در قزاقستان است که در استان آق‌مولا واقع شده‌است.
نام این شهرستان از دو واژه جار (معادل آن در ترکی آذری:‌یار) + «قایین» (در ترکی آذری:‌ غان، به معنی درخت توس) ساخته شده‌است.

## خصوصیات
شهرستان جارقایین ۱۲٬۱۰۰ کیلومترمربع مساحت و ۱۵٬۰۴۱ نفر جمعیت دارد.